# Partit dels Socialistes de Catalunya
|  | No s'ha de confondre amb Partit Socialista Català. |

|  | «PSC» redirigeix aquí. Vegeu-ne altres significats a «PSC (desambiguació)». |

El Partit dels Socialistes de Catalunya (PSC), és un partit polític català, d'ideologia socialdemòcrata i partidari del federalisme. Fou creat el 16 de juliol de 1978 i federat amb el PSOE. El partit està encapçalat per Salvador Illa, primer secretari des de 2021.

## Història
El PSC va sorgir de la voluntat d'unitat dels anys de la transició, entre el Partit Socialista de Catalunya-Congrés -PSC (C)- amb Joan Reventós, el Partit Socialista de Catalunya-Reagrupament -PSC (R)- amb Josep Pallach i la Federació Catalana del PSOE amb Josep Maria Triginer. Aquests tres partits diferents pactaren la creació del PSC el 16 de juliol de 1978 a Barcelona.
El partit va haver d'integrar una multiplicitat de tendències i des de bon començament restà sotmès a la tensió permanent entre la voluntat d'afirmar la sobirania del partit i el seu caràcter catalanista, i la supeditació als imperatius de la política espanyola, marcada pel PSOE, però també es beneficià de la projecció estatal d'aquest partit, fruit de la qual és la seva condició de primera força de Catalunya pel nombre de diputats, però no sempre pel de senadors, obtinguts en les eleccions generals espanyoles, bé que al Senat sovint s'ha presentat en coalició amb altres partits d'esquerra i amb independents, molt habitualment amb el nom d'Entesa Catalana de Progrés.

### 1978-2003
A les primeres eleccions democràtiques als ajuntaments de Catalunya, l'any 1979, el PSC (PSC-PSOE) va aconseguir una gran quantitat d'alcaldies que el va consolidar com un dels partits forts del nou marc polític català. Des d'aleshores ha estat tradicionalment la força política dominant a Catalunya en les eleccions generals i europees. No obstant això els seus resultats en les Eleccions al Parlament de Catalunya han quedat durant molts anys per sota de Convergència i Unió.
A les eleccions del març de 1980, i amb Joan Reventós com a candidat, va aconseguir uns resultats insuficients per aconseguir la presidència de la Generalitat de Catalunya, que va quedar en mans de Jordi Pujol (CiU), que va ocupar el càrrec fins a les eleccions del 2003. L'abril de 1980 Ernest Lluch va ser elegit portaveu del PSC al Congrés dels Diputats, i després del Cop d'estat del 23 de febrer de 1981, amb l'aprovació de la Llei Orgànica d'Harmonització del Procés Autonòmic (LOAPA), que restringia l'autogovern fou destituit per la seva negativa a presentar esmenes que havia aprovat el partit. Després de les eleccions d'octubre de 1982, el partit ja no va tenir grup parlamentari propi.
El 1999, la coalició amb la plataforma Ciutadans pel Canvi (CpC) i IC-V (aquesta darrera només a les circumscripcions electorals de Lleida, Girona i Tarragona) li proporcionà 52 escons, encara quatre per sota CiU, malgrat haver obtingut el nombre de vots més alt. En la configuració dels grups parlamentaris, els dos diputats corresponents a IC-V (Joan Boada i Masoliver per Girona i Maria Dolors Comas d'Argemir i Cendra per Tarragona) se sumaren als que aquesta formació va obtenir en solitari a la província de Barcelona per formar el Grup Parlamentari d'IC-V.

### 2003-2010: L'arribada a la Generalitat
En les eleccions del novembre del 2003, la coalició PSC-Ciutadans pel Canvi conservà encara la posició de força més votada, però obtingué 42 escons, novament quatre menys que CiU. No obstant això, un acord dels partits d'esquerra possibilità la formació d'un govern de coalició amb Esquerra Republicana de Catalunya i Iniciativa per Catalunya Verds, encapçalat per Pasqual Maragall, el qual el desembre esdevingué president de la Generalitat de Catalunya mitjançant l'anomenat Pacte del Tinell.
Després de tres anys, Pasqual Maragall es va veure abocat a convocar eleccions anticipades el 2006 en quedar en minoria al parlament després d'haver expulsat els consellers d'ERC del govern. En les eleccions de l'1 de novembre del 2006, ara amb José Montilla com a candidat, la coalició PSC-Ciutadans pel Canvi passa a ser la segona força més votada i obté 37 escons, onze menys que CiU. El nou acord de govern a què arriba amb Esquerra Republicana de Catalunya i Iniciativa per Catalunya Verds, fa José Montilla President de la Generalitat en la VIII Legislatura.
Per tal d'assumir la candidatura del PSC a la Presidència de la Generalitat, José Montilla va dimitir com a diputat al Congrés dels Diputats, deixant el seu escó a l'ecologista Joan Oms i Llohis, d'Els Verds-Opció Verda, partit que s'havia presentat en coalició amb el PSC en els eleccions generals de 2004.

### 2010-2012: Crisi interna

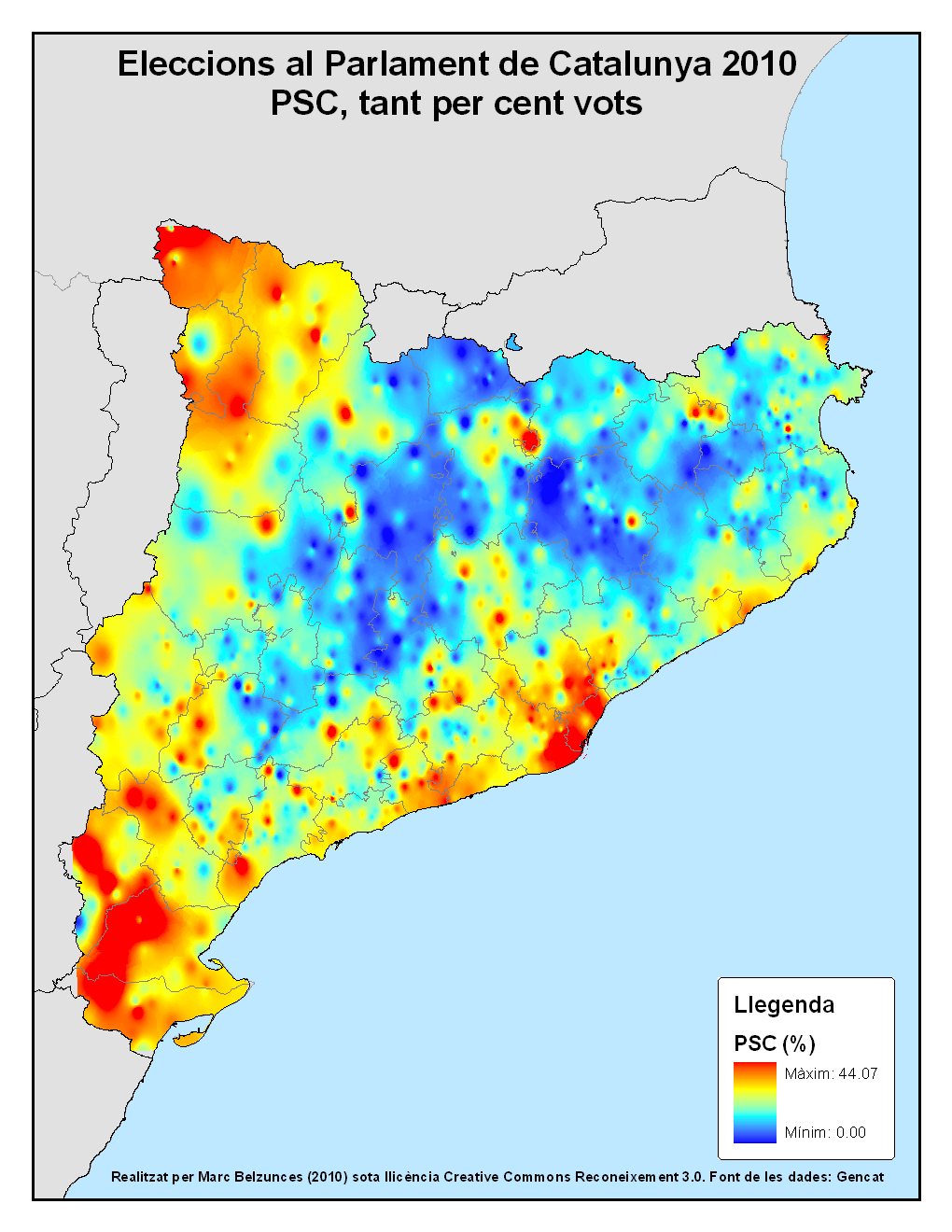
Suport en tant per cent de PSC (PSC-PSOE) a les eleccions al Parlament de Catalunya de 2010. En vermell les zones de major suport, en blau on el suport és menor.

Després del segon tripartit, a les eleccions al Parlament de Catalunya de 2010, el PSC (PSC-PSOE) presentà com a candidat a José Montilla, aleshores President de la Generalitat de Catalunya. El partit obtingué els pitjors resultats de la seva història amb 28 diputats al Parlament de Catalunya. La davallada dels socis del tripartit i la victòria de CiU (tot i que amb majoria simple) van impossibilitar la continuïtat del govern d'esquerres, aquest fet va provocar que José Montilla renunciés a la seva acta de diputat. Davant la renúncia, el càrrec de cap de l'oposició el va ocupar Joaquim Nadal. El PSC (PSC-PSOE) facilità la investidura d'Artur Mas donant-li l'abstenció en segona volta.
En les eleccions municipals de 2011 el PSC també perdria per primer cop l'Ajuntament de Barcelona, un dels seus feus tradicionals, i va deixar de ser la primera força en nombre de vots. El 17 de desembre del 2011, en el 12è congrés del partit, Pere Navarro va substituir José Montilla a la primera secretaria.

### Oposició a demanar el traspàs de la competència per convocar una consulta
Tot i que el PSC-PSOE es presentà amb un programa electoral favorable a la celebració d'una consulta, tots els diputats del PSC al Parlament de Catalunya -excepte Joan Ignasi Elena, Núria Ventura i Marina Geli- votaren en contra de la proposició de llei per demanar el traspàs de la competència per convocar un referèndum d'independència. El Consell de Garanties del PSC suspengué cautelarment als tres diputats dels càrrecs orgànics del partit i la direcció del grup parlamentari els retirà llurs responsabilitats parlamentàries.

### Acords amb altres formacions
Durant la legislatura 2012-2016 el PSC-PSOE, juntament amb CiU i PP, votà a favor de l'externalització de la comercialització de la publicitat de la Corporació Catalana de Mitjans Audiovisuals a grups privats. També arribà a un acord amb CiU per rebaixar del 55% al 10% els impostos al joc en els casinos del complex BCN World, tal com demanava l'empresa impulsora del projecte.

### Recuperar el projecte federalista com a oposició a l'independentisme
Amb Pere Navarro al seu capdavant, el PSC-PSOE s'orientà cap a un projecte federalista clarament definit com a resposta a la independència després de la Manifestació "Catalunya, nou estat d'Europa". Les friccions amb alguns membres del partit, pertanyent a l'ala dita catalanista s'havien fet sentir abans, i tot i que el primer secretari havia dit que el PSC-PSOE no participaria en la manifestació, aquesta va comptar amb l'assistència de diversos integrants d'aquell corrent crític que la majoria estan fora del partit, com ara Ernest Maragall, Marina Geli, Antoni Castells, Àngel Ros, Laia Bonet i Joan Ignasi Elena.

### 2012-2015: Davallada
A desgrat de l'optimisme manifestat pel seu líder Pere Navarro abans i durant els comicis, les eleccions al Parlament de Catalunya de 2012 confirmaren la davallada i el desgast del PSC que només obtingué 20 escons i en perdé 8, registrant així el pitjor resultat de la història d'aquest partit a Catalunya, uns resultats que van tornar a empitjorar a les eleccions de setembre de 2015, en què va obtenir 16 escons.
Amb la dimissió de Pere Navarro com a primer secretari del PSC, el 16 de juny de 2014, Miquel Iceta va ser l'únic candidat que es va presentar per substituir-lo i va resultar elegit pel càrrec en unes eleccions obertes a tota la militància del partit, el 13 de juliol de 2014. Iceta fou també el cap de llista a les eleccions al Parlament de Catalunya de 2015 i 2017.
Durant aquest període també es donaren diverses escissions de membres crítics del partit, per l'oposició d'aquest al procés independentista català. Els diputats i regidors escindits es reorganitzaren com a membres no adscrits i s'integraren en formacions com Nova Esquerra Catalana i Moviment d'Esquerres. Degut a aquest fet, el partit va perdre gran part de la seva implantació territorial havent de presentar diverses "llistes fantasma" en les eleccions municipals de 2015.

### 2016: canvi de seu
El 2015 va posar en venda la seva seu històrica, ubicada al carrer Nicaragua, 75-77 de Barcelona, amb l'objectiu d'eixugar part del seu deute, d'uns 12 milions d'euros. El local disposava de 4.700 metres quadrats i cinc plantes més un pàrquing de 400 metres quadrats. Va vendre'l finalment per un import aproximat de 10 milions d'euros a una empresa del sector immobiliari un any després, el juny de 2016. L'agost del mateix any Iceta va anunciar que havien adquirit una nova finca al districte 22@, de dimensions més reduïdes. La nova seu s'ubica al carrer Pallars, 191.
El partit presentà el canvi de seu com l'inici d'una nova etapa, i personalitats com Núria Parlón es van mostrar disposades públicament a liderar-ho, Iceta va continuar al càrrec, després de guanyar a Parlón en un procés de primàries internes en octubre de 2016, i en el tretzè congrés els socialistes de novembre de 2016 van abandonar la possibilitat de fer referèndum en cas de fracàs de la reforma federal de l'Estat que propugnen.

### 2017: Nova relació amb el PSOE i suport a l'aplicació del l'article 155

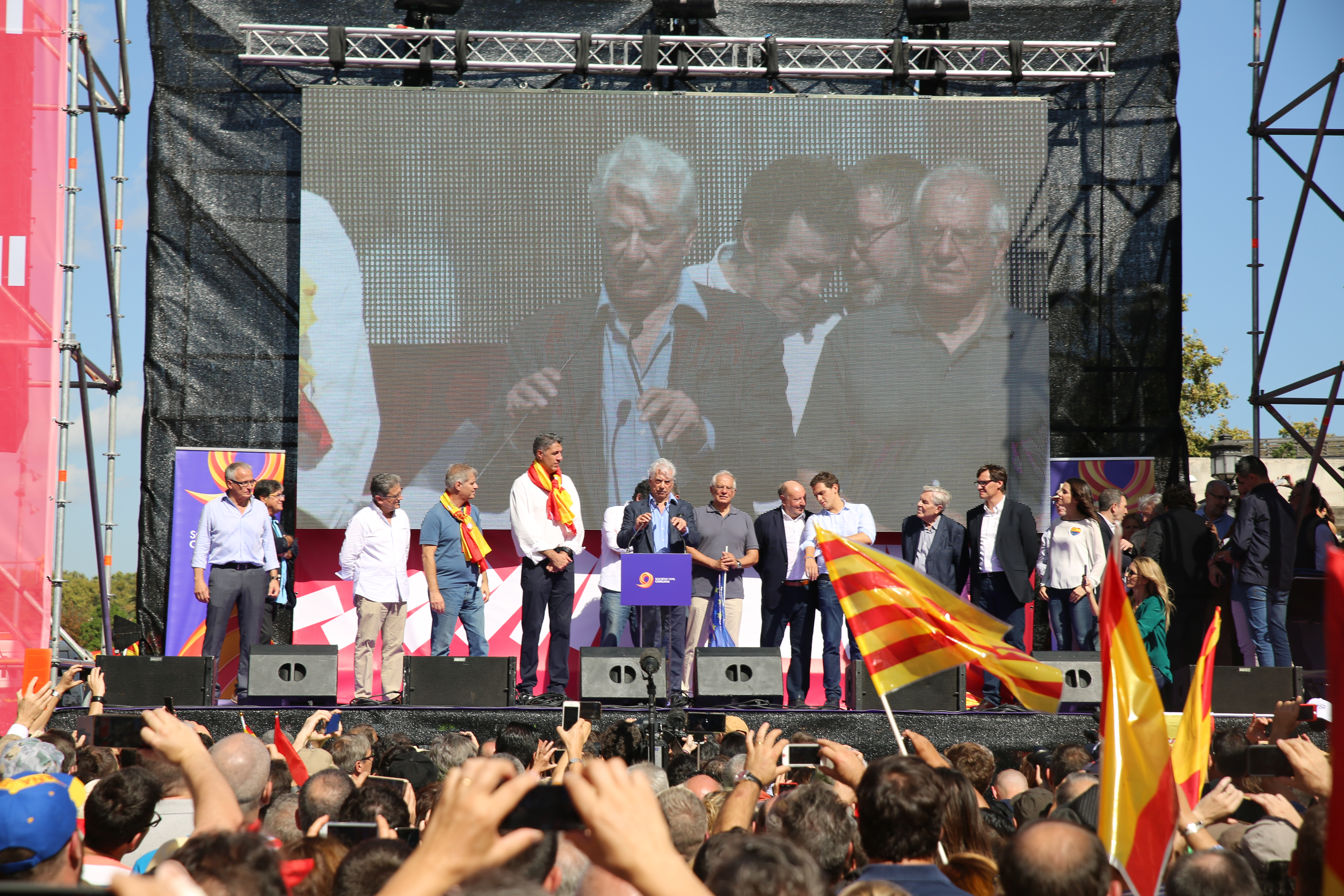
Dirigents socialistes com Salvador Illa i Josep Borrell, a l'escenari de la manifestació antindependentista «Prou! Recuperem el seny» organitzada per l'entitat Societat Civil Catalana a Barcelona després de la declaració d'Independència de Catalunya de 2017

El 6 de març de 2017 els PSC i el PSOE van acordar renovar el protocol de relació que els unia des de 1978, després d'una crisi de relació iniciada durant la investidura de Mariano Rajoy. Amb aquest acord de març, el PSC acordà sostenir totes les seves decisions amb el PSOE, a canvi de poder participar en els processos de primàries d'aquest partit, sempre que acatin les decisions orgàniques del PSOE
La tardor del mateix any el partit va patir una nova crisi interna arran del seu suport a l'aplicació de l'Article 155 de la Constitució espanyola de 1978 a Catalunya que el govern popular de l'estat va decretar per la Declaració d'Independència de Catalunya aprovada pel Parlament de Catalunya el 10 d'octubre de 2017, després que el «Sí» a la independència guanyés en el referèndum d'autodeterminació unilateral celebrat l'1 del mateix mes. Aquest fet va provocar que diversos alcaldes socialistes, com els de Terrassa, Blanes i Castellar del Vallès estripessin el carnet del partit i que es trenquessin pactes de govern municipals, com el d'Ada Colau amb Jaume Collboni a la ciutat de Barcelona, el de Sant Cugat del Vallès i el de Girona, entre d'altres.
Finalment Iceta es presentà com a presidenciable a les eleccions al Parlament de Catalunya de 2017. En aquestes eleccions, els socialistes es van unir amb Units per Avançar (formació democrata-cristiana provinent d'Unió Democràtica de Catalunya) i van aconseguir 17 escons, 1 més dels que tenien, però sense poder influir en la governabilitat.

### 2019: recuperació
A partir de 2019, el partit va començar a millorar en les enquestes i això es va traduir finalment en aconseguir 12 escons en les eleccions generals (5 més que el 2016), sent segona força a Catalunya, a poc més d'1 punt d'Esquerra Republicana de Catalunya (ERC) en percentatge de vot. Aquesta recuperació es va consolidar a les eleccions municipals d'un més després, obtenint la majoria absoluta a L'Hospitalet de Llobregat i doblant resultats a llocs importants com Sabadell, Mataró o Barcelona, tot i perdre l'alcaldia de Lleida per primer cop des de 1989. En aquells comicis, el PSC va repetir l'aliança amb Units per Avançar.
En el catorzè congrés, celebrat en desembre de 2019, el partit va fer una aposta per aprofitar l'ensorrament de Ciutadans a les eleccions generals espanyoles de novembre de 2019 assumint part del seu discurs, mantenint Miquel Iceta com a primer secretari, Núria Marín rellevant Àngel Ros a la presidència i nomenant Eva Granados com a viceprimera secretària.
De cara a les eleccions al Parlament de Catalunya de 2021, el PSC va reeditar el pacte amb Units per Avançar i amb Salvador Illa com a candidat van guanyar les eleccions en vots, amb un 23%, i van empatar a 33 escons amb Esquerra Republicana. Pel que fa a les eleccions municipals de 2023, el PSC repeteix l'aliança amb Units per Avançar, mantenint així a Albert Batlle com a representant dels democratacristians a l'Ajuntament de Barcelona en el marc de la llista amb el PSC. Els socialistes van ésser el partit més votat al conjunt de Catalunya a les Eleccions municipals espanyoles de 2023 i van assolir l'alcaldia de Barcelona amb Jaume Collboni com a alcalde amb els vots de Barcelona en Comú i el Partit Popular, a part de recuperar l'alcaldia a places emblemàtiques com Tarragona, Lleida o Reus.

### 2023: Retorn a la presidència
A les eleccions generals espanyoles de 2023 els socialistes catalans van experimentar una gran pujada, passant de 12 escons a 19 i guanyant folgadament a les quatre demarcacions catalanes per primer cop des de 2008. El XV congrés del PSC, celebrat a Barcelona el març de 2024 va ratificar amb un 98 % de vots a favor l'executiva del partit encapçalada per Salvador Illa com a primer secretari, Miquel Iceta com a President i Núria Marín com a vicepresidenta. Amb el lideratge d'Illa, el partit guanyà les eleccions al Parlament de Catalunya i les eleccions al Parlament europeu de 2024 en escons i en vots.

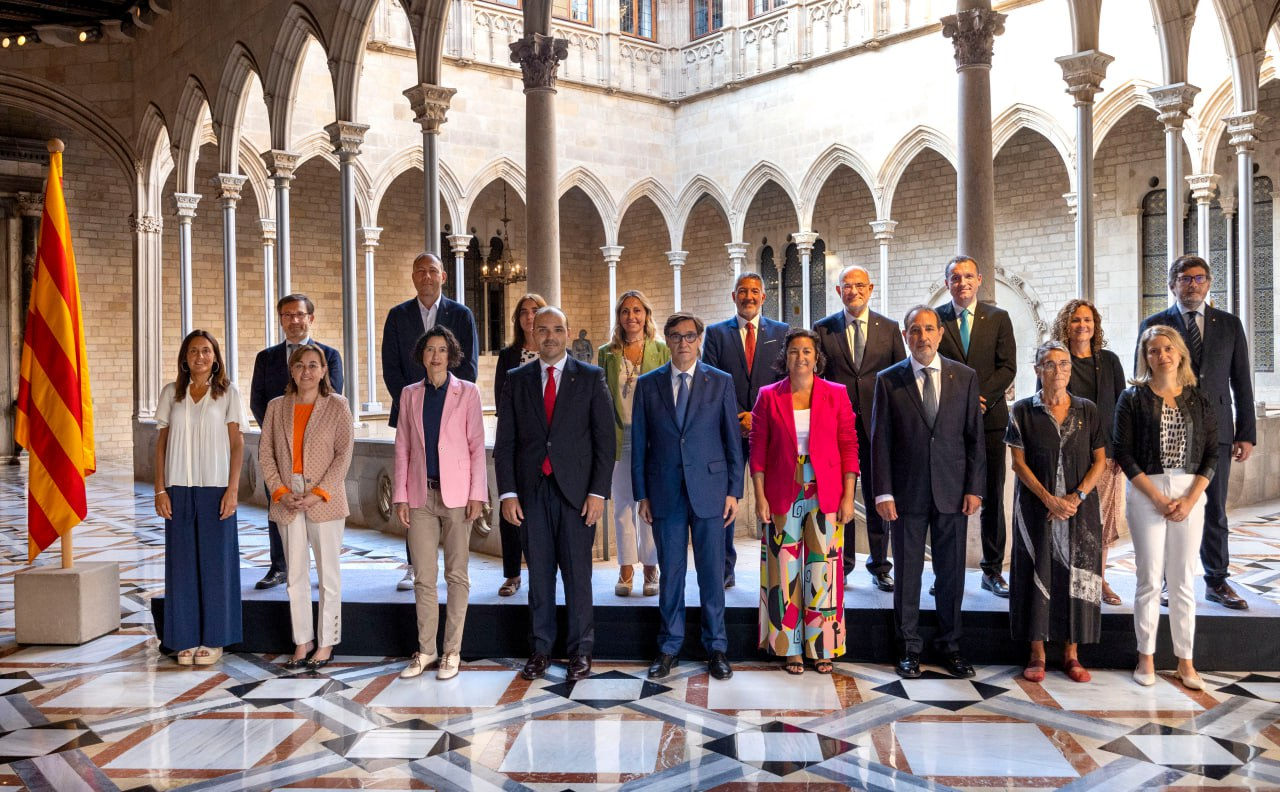
Foto de família de la presa de possessió del govern de Salvador Illa

El 8 d'agost de 2024, el socialista Salvador Illa fou investit 133è President de la Generalitat de Catalunya amb seixanta-vuit vots a favor (PSC), Comuns Sumar, Esquerra Republicana de Catalunya (ERC)) i seixanta-sis en contra (Junts, Partit Popular (PP), VOX, Candidatura d'Unitat Popular (CUP) i Aliança Catalana), per l'absència del President Carles Puigdemont. Illa va formar un govern situat en la socialdemocràcia i en l'humanisme cristià el 12 d'agost de 2024.

## Tipologia
El PSC té un vot principalment urbà. Governa o ha governat durant anys a les quatre capitals catalanes i en ciutats de l'àrea metropolitana de Barcelona, on hi té una gran implantació (L'Hospitalet, Cornellà de Llobregat, Santa Coloma de Gramenet). També ha governat tradicionalment en ciutats importants com Terrassa, Sabadell, Mataró o Reus i en diversos municipis del Baix Llobregat. El març de 2017 el partit tenia uns 14.000 afiliats. El setembre de 2022, uns 12.000.

## Símbols
Els primers anys va utilitzar banderes blanques o vermelles amb el logotip. Darrerament utilitza bandera vermella amb les lletres PSC (també usa quadrat vermell -amb les lletres PSC- sobre fons blanc, i altres variacions).
| Període 1982-2003                                             | Període 2003-actualitat                                                  | Període 2003-actualitat                                                            | Període 2003-actualitat                                       | Període 2003-actualitat                                            |
| ------------------------------------------------------------- | ------------------------------------------------------------------------ | ---------------------------------------------------------------------------------- | ------------------------------------------------------------- | ------------------------------------------------------------------ |
|                                                               |                                                                          |                                                                                    |                                                               |                                                                    |
| Logotip històric que més any va simbolitzar la unió PSC-PSOE. | Logotip oficial i literal del PSC. És el més utilitzat a nivell orgànic. | Logotip cooficial i literal del PSC. Es fa servir indistintament a nivell oficial. | Logotip pictural del PSC, amb el puny i la rosa i la senyera. | Isotip del PSC, amb el puny i la rosa i la senyera, sense lletres. |

## Organigrama

### Primers secretaris
Informació actualitzada per un bot. Els canvis manuals es perdran quan s'actualitzi!
| Número | Imatge | Nom                      | Inici del mandat | Fi del mandat | Dades a Wikidata              |
| ------ | ------ | ------------------------ | ---------------- | ------------- | ----------------------------- |
| 1      |        | Joan Reventós i Carner   | 01-01-1978       | 01-01-1983    | Modifica les dades a Wikidata |
| 2      |        | Raimon Obiols i Germà    | 01-01-1983       | 03-06-1996    | Modifica les dades a Wikidata |
| 3      |        | Narcís Serra i Serra     | 03-06-1996       | 18-06-2000    | Modifica les dades a Wikidata |
| 4      |        | José Montilla i Aguilera | 18-06-2000       | 17-12-2011    | Modifica les dades a Wikidata |
| 5      |        | Pere Navarro i Morera    | 17-12-2011       | 11-06-2014    | Modifica les dades a Wikidata |
| 6      |        | Miquel Iceta i Llorens   | 19-07-2014       | 19-12-2021    | Modifica les dades a Wikidata |
| 7      |        | Salvador Illa i Roca     | 19-12-2021       |               | Modifica les dades a Wikidata |

### Presidents
Informació actualitzada per un bot. Els canvis manuals es perdran quan s'actualitzi!
| Número | Imatge | Nom                     | Inici del mandat | Fi del mandat | Dades a Wikidata              |
| ------ | ------ | ----------------------- | ---------------- | ------------- | ----------------------------- |
| 1      |        | Joan Reventós i Carner  | 01-01-1983       | 01-01-1996    | Modifica les dades a Wikidata |
| 2      |        | Raimon Obiols i Germà   | 01-01-1996       | 01-01-2000    | Modifica les dades a Wikidata |
| 3      |        | Pasqual Maragall i Mira | 01-01-2000       | 01-01-2007    | Modifica les dades a Wikidata |
| 4      |        | Isidre Molas i Batllori | 01-01-2008       | 01-01-2011    | Modifica les dades a Wikidata |
| 5      |        | Àngel Ros i Domingo     | 01-01-2014       | 15-12-2019    | Modifica les dades a Wikidata |
| 6      |        | Núria Marín Martínez    | 15-12-2019       | 19-12-2021    | Modifica les dades a Wikidata |
| 7      |        | Miquel Iceta i Llorens  | 19-12-2021       |               | Modifica les dades a Wikidata |

### Altres líders històrics destacats
- Josep Maria Sala i Grisó
- Manuel Royes Vila
- Jordi Hereu i Boher
- José Zaragoza i Alonso
- Manuela de Madre Ortega
- Carme Chacón Piqueras
- Joaquim Nadal i Farreras
- Antoni Castells i Oliveres
- Joan Ignasi Elena i Garcia
- Jaume Collboni Cuadrado
- Josep Fèlix Ballesteros Casanova

## Organitzacions vinculades
El PSC (PSC-PSOE) manté vincles amb la Joventut Socialista de Catalunya, l'organització política juvenil que enquadra els joves militants d'entre 14 i 30 anys. Els Estatuts del PSC-PSOE recullen la participació de representants de la JSC als òrgans i congressos del partit, regulant entre d'altres la presència del Primer/a Secretari/ària de la JSC a la Comissió Executiva del PSC, com a membre nat.

## Moviments interns
Entre els corrents i moviments a l'òrbita del partit s'hi troba:
- Juliol del 78, corrent impulsat per Carles Castillo.
- Esquerra Socialista de Catalunya,[46] corrent d'opinió creada el 31 de juliol de 1981.
- Ágora Socialista,[47] corrent d'opinió creada el 1998 i liderada per José Castellano.
- Nou Cicle,[48] plataforma impulsada el 1997 per Raimon Obiols, Joan Raventós i Jordi Font.
- Fòrum Cívic,[49] o Agrupament Socialista de Catalunya, corrent impulsat el 9 de juliol de 2013 per Àngel Ros, Maria Badia i Daniel Font.[50]
- Roj@s, moviment impulsat el novembre de 2016 per Xavier Sabaté.

Altres moviments interns han acabat dissolts o convertits en nous projectes polítics ja sigui en forma de partit o associació política:
- Fòrum Socialista, fou un corrent d'opinió dels anys 90 impulsat per Juli Busquets i Núria Gispert.
- Plaça 21 fou una associació creada per militants del partit i impulsada per Ernest Maragall que es transformà en el partit polític Nova Esquerra Catalana.[51]
- Socialistes pel Dret a Decidir fou un col·lectiu promogut per Toni Comín que no fructificà motiu pel qual s'acabà creant l'associació Socialisme, Catalunya i Llibertat.[52][53]
- Avancem,[54] és un corrent impulsat el 30 de juny de 2012 per Joan Ignasi Elena, Fabián Mohedano, Santi Lapeira, Jordi del Río i Glòria Plana.[55]
- Crida Socialista pel Referèndum,[56] manifest proreferèndum presentat el 16 de gener de 2014 i signat per Antoni Castells, Joaquim Nadal i Montserrat Tura.
- Moviment Catalunya,[57] moviment impulsat el 4 de juliol de 2014 per Núria Ventura, Marina Geli, Pia Bosch, Antoni Castells, Joaquim Nadal i Montserrat Tura.

## Resultats electorals

### Parlament de Catalunya
| Eleccions al Parlament de Catalunya |                  |           |             |     |          |     |                        |
| Eleccions                           | Líder            | Vots      | %           | +/- | Escons   | +/- | Govern                 |
| 1980                                | Joan Reventós    | 608.689   | 22,4 / 100  | N/D | 33 / 135 | N/D | Oposició               |
| 1984                                | Raimon Obiols    | 866.425   | 30,1 / 100  |     | 41 / 135 |     | Oposició               |
| 1988                                | Raimon Obiols    | 802.828   | 29,8 / 100  |     | 42 / 135 |     | Oposició               |
| 1992                                | Raimon Obiols    | 728.311   | 27,6 / 100  |     | 40 / 135 |     | Oposició               |
| 1995                                | Joaquim Nadal    | 802.252   | 24,9 / 100  |     | 34 / 135 |     | Oposició               |
| 1999                                | Pasqual Maragall | 1.183.299 | 37,9 / 100  |     | 52 / 135 |     | Oposició               |
| 2003                                | Pasqual Maragall | 1.031.454 | 31,2 / 100  |     | 42 / 135 |     | Coalició (PSC-ERC-ICV) |
| 2006                                | José Montilla    | 796.173   | 26,8 / 100  |     | 37 / 135 |     | Coalició (PSC-ERC-ICV) |
| 2010                                | José Montilla    | 575.233   | 18,4 / 100  |     | 28 / 135 |     | Oposició               |
| 2012                                | Pere Navarro     | 524.707   | 14,4 / 100  |     | 20 / 135 |     | Oposició               |
| 2015                                | Miquel Iceta     | 520.022   | 12,7 / 100  |     | 16 / 135 |     | Oposició               |
| 2017                                | Miquel Iceta     | 602.969   | 13,88 / 100 |     | 17 / 135 |     | Oposició               |
| 2021                                | Salvador Illa    | 654.766   | 23,03 / 100 |     | 33 / 135 |     | Oposició               |
| 2024                                | Salvador Illa    | 867.228   | 27,94 / 100 |     | 42 / 135 |     | Govern en minoria      |

### Congrés dels Diputats
| Congrés dels Diputats |           |           |           |                              |
| Eleccions             | Catalunya | Catalunya | Catalunya | Candidat (PSOE)              |
| Eleccions             | Vots      | %         | Escons    | Candidat (PSOE)              |
| 1977                  | 870.362   | 28,6      | 15 / 47   | Felipe González              |
| 1979                  | 875.529   | 29,7      | 17 / 47   | Felipe González              |
| 1982                  | 1.575.601 | 45,8      | 25 / 47   | Felipe González              |
| 1986                  | 1.299.733 | 41,0      | 21 / 47   | Felipe González              |
| 1989                  | 1.123.975 | 35,6      | 20 / 46   | Felipe González              |
| 1993                  | 1.277.838 | 34,9      | 18 / 47   | Felipe González              |
| 1996                  | 1.531.143 | 39,4      | 19 / 46   | Felipe González              |
| 2000                  | 1.150.533 | 34,1      | 17 / 46   | Joaquín Almunia              |
| 2004                  | 1.586.748 | 39,5      | 21 / 47   | José Luis Rodríguez Zapatero |
| 2008                  | 1.689.911 | 45,4      | 25 / 47   | José Luis Rodríguez Zapatero |
| 2011                  | 922.547   | 26,7      | 14 / 47   | Alfredo Pérez Rubalcaba      |
| 2015                  | 589.021   | 15,7      | 8 / 47    | Pedro Sánchez Pérez-Castejón |
| 2016                  | 558.033   | 16,1      | 7 / 47    | Pedro Sánchez Pérez-Castejón |
| 2019 (I)              | 958.343   | 23,21     | 12 / 47   | Pedro Sánchez Pérez-Castejón |
| 2019 (II)             | 790.582   | 20,51     | 12 / 48   | Pedro Sánchez Pérez-Castejón |
| 2023                  | 1.213.006 | 34,49     | 19 / 48   | Pedro Sánchez Pérez-Castejón |

### Parlament Europeu
| Parlament Europeu |           |           |        |                             |
| Eleccions         | Catalunya | Catalunya | Escons | Cap de llista (PSOE)        |
| Eleccions         | Vots      | %         | Escons | Cap de llista (PSOE)        |
| 1987              | 1.116.348 | 36,8      | 3 / 60 | Fernando Morán              |
| 1989              | 865.506   | 36,4      | 3 / 60 | Fernando Morán              |
| 1994              | 721.374   | 28,2      | 2 / 64 | Fernando Morán              |
| 1999              | 997.311   | 34,6      | 3 / 64 | Rosa Díez                   |
| 2004              | 907.121   | 42,9      | 2 / 54 | Josep Borrell               |
| 2009              | 708.888   | 36,0      | 2 / 54 | Juan Fernando López Aguilar |
| 2014              | 359.214   | 14,3      | 1 / 54 | Elena Valenciano            |
| 2019              | 756.231   | 22,06     | 2 / 54 | Josep Borrell               |
| 2024              | 732.362   | 30.63     | 2 / 54 | Teresa Ribera               |

### Eleccions municipals
A les eleccions municipals de 2007, el PSC es presentà amb aquesta denominació (Partit dels Socialistes de Catalunya-Progrés Municipal) i va aconseguir 2.569 regidors en les 775 llistes que presentà. A les eleccions municipals de 2011 el PSC va presentar 735 candidatures, la meitat amb la marca PM i una denominació local, i en la resta, candidatures amb les sigles PSC-PM. A les eleccions municipals de 2015 la marca fou substituïda per Candidatura de Progrés. A les eleccions municipals de 2023 es va convertir en el partit més votat, desbancant Esquerra Republicana de Catalunya.
| Ajuntaments |           |           |               |               |
| Eleccions   | Catalunya | Catalunya | Catalunya     | Líder         |
| Eleccions   | Vots      | %         | Regidors      | Líder         |
| 1979        | 714.262   | 26,8      | 923 / 8.223   | Joan Reventós |
| 1983        | 1.176.518 | 40,2      | 1.683 / 8.199 | Joan Reventós |
| 1987        | 1.135.321 | 37,3      | 1.714 / 8.186 | Raimon Obiols |
| 1991        | 1.016.587 | 37,1      | 1.845 / 8.328 | Raimon Obiols |
| 1995        | 1.066.764 | 33,0      | 1.705 / 8.426 | Raimon Obiols |
| 1999        | 1.090.954 | 37,4      | 2.036 / 8.497 | Narcís Serra  |
| 2003        | 1.103.851 | 34,0      | 2.281 / 8.690 | José Montilla |
| 2007        | 924.773   | 32,2      | 2.570 / 8.932 | José Montilla |
| 2011        | 721.476   | 25,1      | 2.115 / 9.132 | José Montilla |
| 2015        | 530.909   | 17,1      | 1.278 / 9.069 | Miquel Iceta  |
| 2019        | 765.236   | 21,9      | 1.315 / 9.071 | Miquel Iceta  |
| 2023        | 712.992   | 23,7      | 1.453 / 9.139 | Salvador Illa |